# Religião no Chile
Religião no Chile em 2021

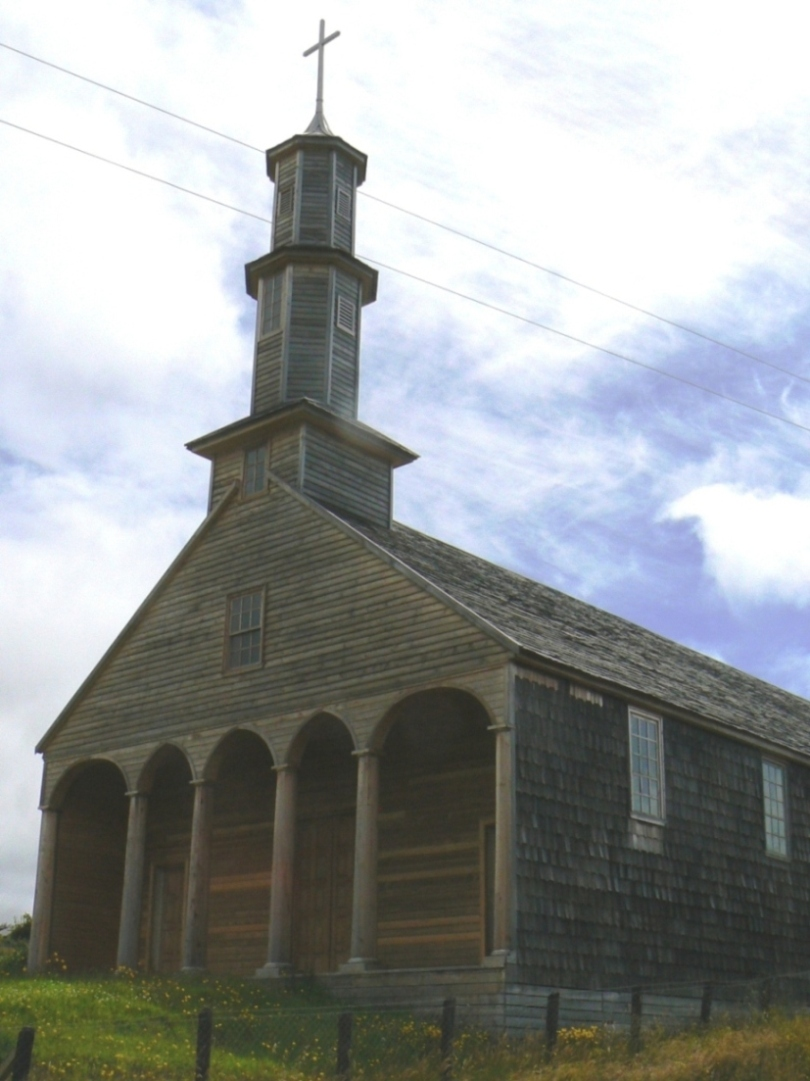
A Igreja de Siloé é listada no rol de Patrimônio da Humanidade.

A Religião no Chile foi históricamente uma parte importante do país. Apesar disso, atualmente o Chile está passando por um processo de secularização acelerada. De acordo com uma pesquisa de 2017 do Latinobarómetro, 38% dos chilenos não seguem religião nenhuma, fazendo do Chile o segundo país menos religioso da América Latina, após o Uruguai 
Segundo a última pesquisa de 2021, 42% dos chilenos se autodeclararam católicos, representando uma queda no número de seus adeptos, em comparação com o censo de 1992 em que 76,4% da população de 14 anos ou mais são declarados católicos. Em contrapartida, 14% dos chilenos declararam-se evangélicos; 1,06% declararam ser testemunhas de Jeová; 0,92% autodeclararam-se mórmons; e 0,13%, como judeus. 37% da população do país declarou-se como ateu ou agnóstico, enquanto 4,396% afirmaram seguir outra religião.
A Igreja Católica Romana é separada do Estado desde 1925, quando o presidente Arturo Alessandri e o arcebispo Crescente Errazuriz, chegaram a um acordo para dividir a Igreja do Estado chileno na Constituição. Assim terminou com o reconhecimento como religião oficial do Estado, dando-lhe o direito de patrocínio que foi herdado da Independência, sem concordar com a Santa Sé, e a consagração de uma considerável liberdade de culto. Apesar da relevância do catolicismo ter diminuído nos últimos anos, ainda é a religião dominante e ainda goza de alguma influência sobre a sociedade.
O ecumenismo no Chile é de longa data. Já em 1970, a pedido do governo e com o apoio do Cardeal Silva Henriquez, modificações foram feitas no tradicional Te Deum, a fim de transformá-lo em uma cerimônia para todas as igrejas cristãs, além da participação de representantes judeus, muçulmanos e os maçons. Durante os primeiros anos do regime de Augusto Pinochet, as várias igrejas cristãs criaram a Comissão para a Paz, que se tornou o Vicariato da Solidariedade, em 1975 (sob a asa da Igreja Católica), ganhando o respeito dos seus direitos humanos.
Segundo o último censo de 2002, 7.853.428 dos chilenos se autodeclararam católicos, o equivalente a 69,96% da população total do país, representando uma queda no número de seus adeptos, em comparação com o censo de 1992 em que 76,4% da população de 14 anos ou mais são declarados católicos. Em contrapartida, 15,14% dos chilenos declararam-se evangélicos; 1,06% declararam ser testemunhas de Jeová; 0,92% autodeclararam-se mórmons; e 0,13%, como judeus. 8,3% da população do país declarou-se como ateu ou agnóstico, enquanto 4,39% afirmaram seguir outra religião.
A Igreja Católica Romana é separada do Estado desde 1925, quando o presidente Arturo Alessandri e o arcebispo Crescente Errazuriz, chegaram a um acordo para dividir a Igreja do Estado chileno na Constituição. Assim terminou com o reconhecimento como religião oficial do Estado, dando-lhe o direito de patrocínio que foi herdado da Independência, sem concordar com a Santa Sé, e a consagração de uma considerável liberdade de culto. Apesar da relevância do catolicismo ter diminuído nos últimos anos, ainda é a religião dominante e ainda goza de alguma influência sobre a sociedade.[carece de fontes?]
O ecumenismo no Chile é de longa data. Já em 1970, a pedido do governo e com o apoio do Cardeal Silva Henriquez, modificações foram feitas no tradicional Te Deum, a fim de transformá-lo em uma cerimônia para todas as igrejas cristãs, além da participação de representantes judeus, muçulmanos e os maçons. Durante os primeiros anos do regime de Augusto Pinochet, as várias igrejas cristãs criaram a Comissão para a Paz, que se tornou o Vicariato da Solidariedade, em 1975 (sob a asa da Igreja Católica), ganhando o respeito dos seus direitos humanos.